# Jan Berger
Jan Berger (* 27. listopadu 1955 Praha) je bývalý československý fotbalový reprezentant a fotbalový trenér.

## Fotbalová kariéra
V československé lize odehrál 241 zápasů a vstřelil 43 gólů, za reprezentaci 30 utkání, v nichž vstřelil 3 góly.
S fotbalem začal v pražském Břevnově. V roce 1976 ho získala Škoda Plzeň. V letech 1978 až 1980 byl na vojně v Dukle Praha. Tam se v roce 1979 získal mistrovský titul. Následně odešel do Sparty Praha. V roce 1980 získal zlato na fotbalovém turnaji olympijských hrách v Moskvě, v témže roce získal bronz na mistrovství Evropy. Byl také v kádru reprezentace pro mistrovství světa v roce 1982 ve Španělsku. Se Spartou získal v letech 1984 a 1985 československý titul, v roce 1984 se stal československým fotbalistou roku. V roce 1986 dostal povolení přestoupit do ciziny, a odešel tak do FC Zürich, kde zůstal dlouhou dobu. V sezóně 1990/91 odešel do FC Zug, později hrál za další švýcarské kluby: Juventus Zürich, FC Kreuzlingen a FC Schlieren. V roce 1999 se vrátil do Česka, do Černolic, kde zůstal do roku 2002. Později hrál v dalších nižších soutěží za Mělník-Pšovku, Spartak Příbram a SK Strančice. V sezóně 2005/06 převzal post trenéra v Dukle Praha, která hrála Pražský přebor. Odtud odešel v prosinci 2005. V březnu 2006 se stal trenérem týmu SK Zeleneč, který dovedl z Okresního přeboru Praha-východ až do Středočeské I.A třídy.
V roce 1983 dostal nabídku od Realu Madrid, kterou však kvůli strachu z represí proti své rodině odmítl. Jednu dobu měl také problémy s alkoholem, a strávil tři měsíce v protialkoholní léčebně. Kvůli urážce tehdejšího československého prezidenta Gustáva Husáka byl odsouzen k podmíněnému trestu odnětí svobody.

## Trenérská kariéra
Jako trenér působil také dříve ve Švýcarsku v nižších soutěžích. V té době pracoval také jako malíř a lakýrník, jímž je vyučen. V letech 2000 až 2003 vedl mládežnické týmy ve Spartě, od roku 2003 do roku 2005 pak v Brandýse nad Labem.

## Ligová bilance
| Ročník                                   | Zápasy | Góly | Klub         |
| ---------------------------------------- | ------ | ---- | ------------ |
| 1. československá fotbalová liga 1976/77 | 25     | 2    | Škoda Plzeň  |
| 1. československá fotbalová liga 1977/78 | 27     | 1    | Škoda Plzeň  |
| 1. československá fotbalová liga 1978/79 | 15     | 2    | Dukla Praha  |
| 1. československá fotbalová liga 1979/80 | 29     | 4    | Dukla Praha  |
| 1. československá fotbalová liga 1980/81 | 30     | 1    | Sparta Praha |
| 1. československá fotbalová liga 1981/82 | 28     | 1    | Sparta Praha |
| 1. československá fotbalová liga 1982/83 | 7      | 0    | Sparta Praha |
| 1. československá fotbalová liga 1983/84 | 28     | 11   | Sparta Praha |
| 1. československá fotbalová liga 1984/85 | 27     | 10   | Sparta Praha |
| 1. československá fotbalová liga 1985/86 | 26     | 11   | Sparta Praha |
| Švýcarská Super League 1986/87           | 29     | 4    | FC Zürich    |
| Švýcarská Super League 1987/88           | 14     | 0    | FC Zürich    |
| Švýcarská Super League 1988/89           | 9      | 0    | FC Zürich    |
| CELKEM                                   | 293    | 47   |              |